# Jondal
Jondal és un antic municipi situat al comtat de Hordaland, Noruega. Té 1.104 habitants (2016) i la seva superfície és de 247,07 km². El centre administratiu del municipi és el poble homònim.